# Monze, Franța
Monze este o comună în departamentul Aude, regiunea Languedoc-Roussillon, sudul Franței.  În 2009 avea o populație de 187 de locuitori.

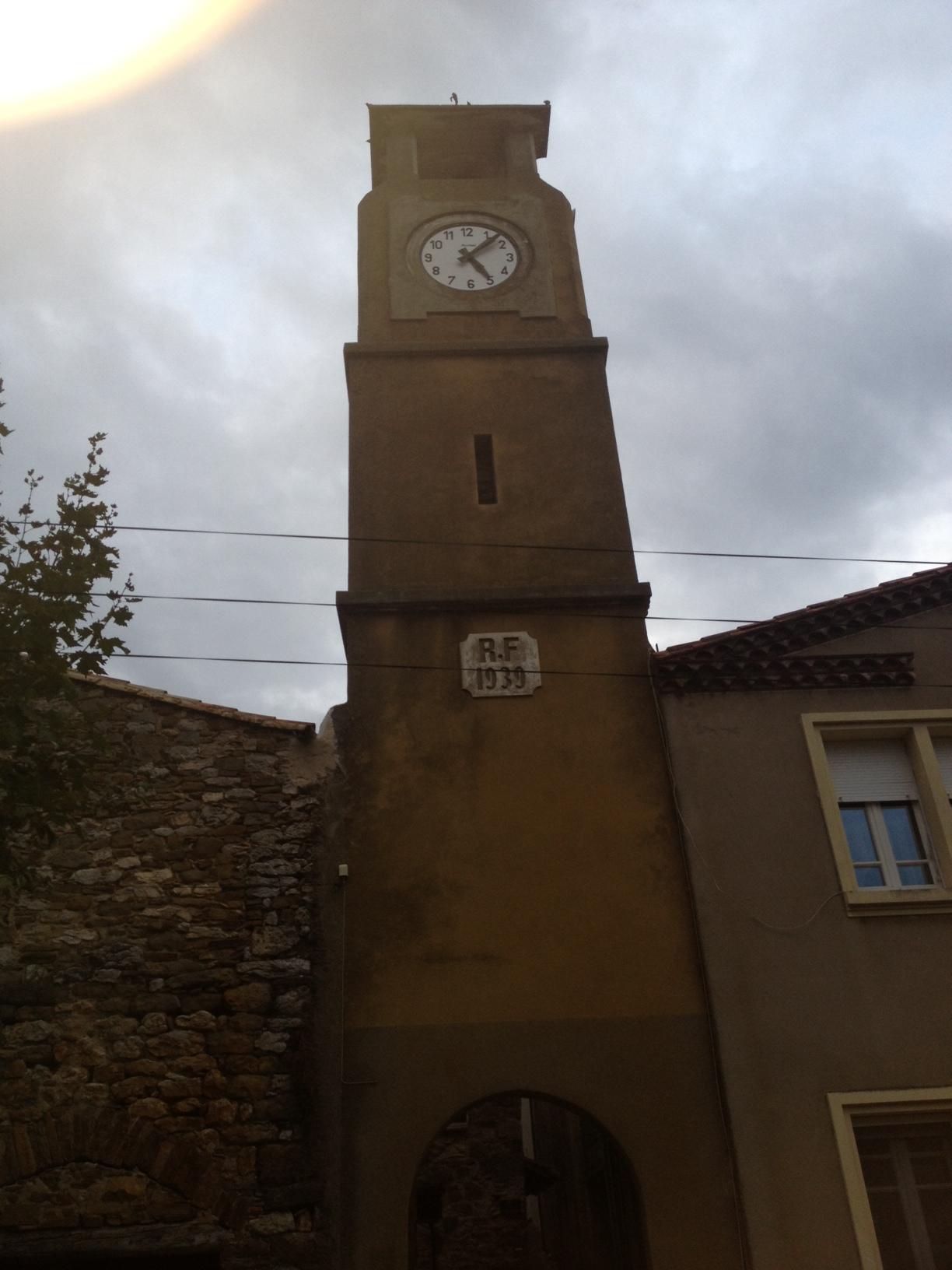
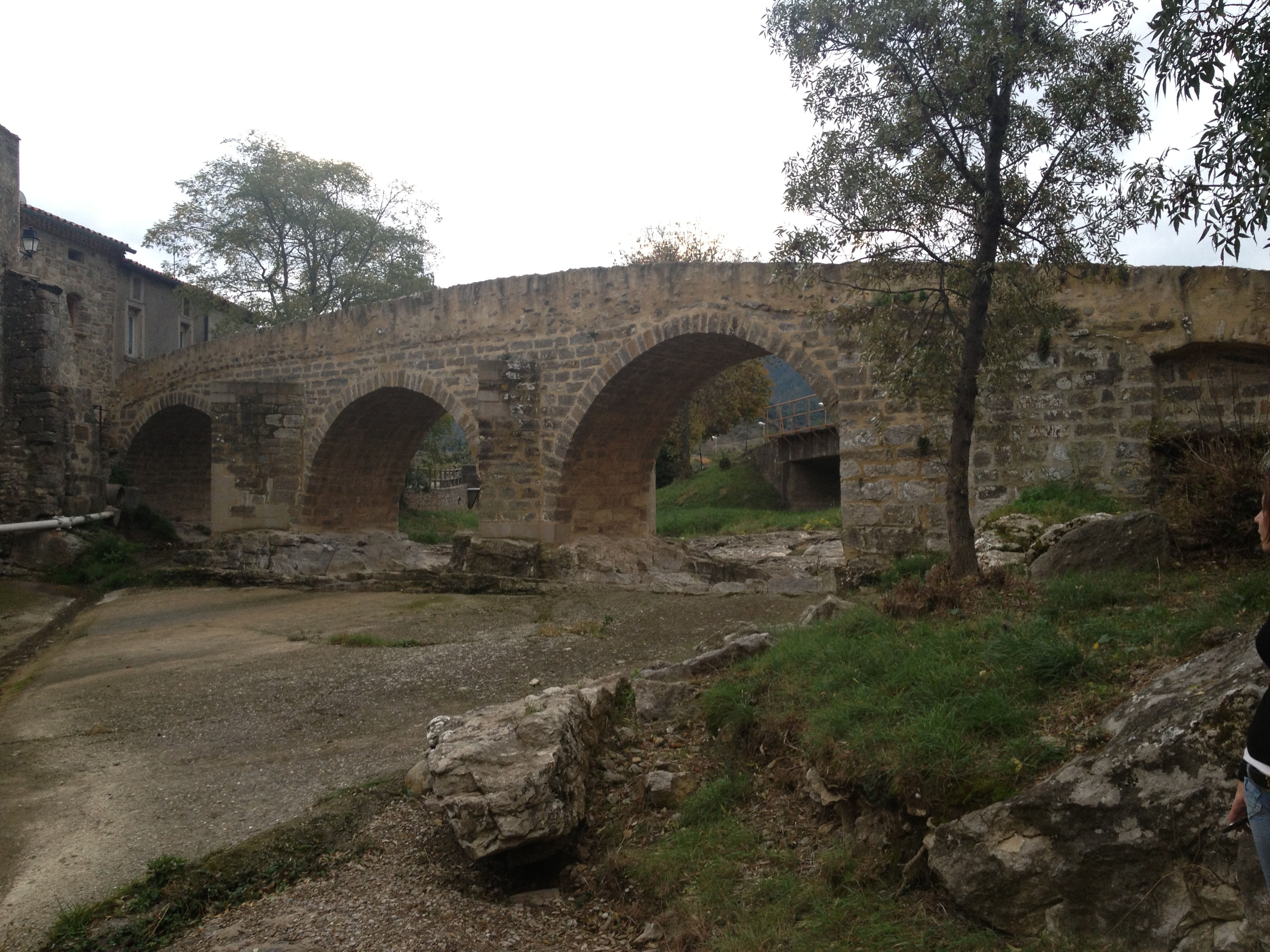